# 阔叶茶藨子
阔叶茶藨子（学名：Ribes latifolium），为虎耳草科茶藨子属下的一个植物种。